# Premiile Campionatului Mondial de Fotbal
Campionatul Mondial de Fotbal este cea mai importantă competiție fotbalistică la nivel de echipe naționale. La finele fiecărei ediții, sunt acordate premii celor mai buni jucători în diferite aspecte ale jocului.

## Premii
În prezent sunt acordate 6 premii:
- Balonul de Aur — premiu acordat celui mai bun jucător al turneului (decernat începând cu Campionatul Mondial de Fotbal 1982)
- Gheata de Aur — premiu acordat celui mai bun marcator al turneului (decernat începând cu Campionatul Mondial de Fotbal 1930)
- Mănușa de Aur — premiu acordat celui mai bun portar al turneului (decernat începând cu Campionatul Mondial de Fotbal 1994)
- Cel mai bun tânăr jucător — premiu acordat celui mai bun jucător sub 21 de ani (decernat începând cu Campionatul Mondial de Fotbal 2006)
- Trofeul FIFA Fair Play — premiu acordat echipei cu cele mai bune aspecte Fair Play de la turneu (decernat începând cu Campionatul Mondial de Fotbal 1970)
- Cea mai spectaculoasă echipă — premiu acordat echipei care a interesat fanii cel mai mult, rezultat determinat în urma desfășurării unui sondaj public general (decernat prima oară la Campionatul Mondial de Fotbal 1994)

De asemenea, începând din 1990, la finele fiecărei ediții de campionat, este desemnată și echipa tuturor stelelor (All-Star Team), care include cei mai buni jucători de la turneu pe toate pozițiile.

## Balonul de Aur
Premiul Balonul de Aur este acordat celui mai bun jucător al fiecărei ediții a Campionatului Mondial de Fotbal. El este ales de către reprezentanții presei sportive, dintr-o listă scurtă formată în prealabil de către Comitetul Tehnic al FIFA. Jucătorii ce se clasează pe poziția secundă și terță, primesc premiile Balonul de Argint și Balonul de Bronz respectiv.
| Ediția                     | Balonul de Aur      | Balonul de Argint | Balonul de Bronz      |
| -------------------------- | ------------------- | ----------------- | --------------------- |
| Uruguay 1930               | José Nasazzi        | Guillermo Stábile | José Leandro Andrade  |
| Italia 1934                | Giuseppe Meazza     | Matthias Sindelar | Oldřich Nejedlý       |
| Franța 1938                | Leônidas            | Silvio Piola      | György Sárosi         |
| Brazilia 1950              | Zizinho             | Juan Schiaffino   | Ademir                |
| Elveția 1954               | Ferenc Puskás       | Sándor Kocsis     | Fritz Walter          |
| Suedia 1958                | Didi                | Pelé              | Just Fontaine         |
| Chile 1962                 | Garrincha           | Josef Masopust    | Leonel Sánchez        |
| England 1966               | Bobby Charlton      | Bobby Moore       | Eusébio               |
| Mexic 1970                 | Pelé                | Gérson            | Gerd Muller           |
| Germania de Vest 1974      | Johan Cruijff       | Franz Beckenbauer | Kazimierz Deyna       |
| Argentina 1978             | Mario Kempes        | Paolo Rossi       | Dirceu                |
| Spania 1982                | Paolo Rossi         | Falcão            | Karl-Heinz Rummenigge |
| Mexic 1986                 | Diego Maradona      | Harald Schumacher | Preben Elkjær Larsen  |
| Italia 1990                | Salvatore Schillaci | Lothar Matthäus   | Diego Maradona        |
| Statele Unite 1994         | Romário             | Roberto Baggio    | Hristo Stoichkov      |
| Franța 1998                | Ronaldo             | Davor Šuker       | Lilian Thuram         |
| Coreea de Sud/Japonia 2002 | Oliver Kahn         | Ronaldo           | Hong Myung-Bo         |
| Germania 2006              | Zinedine Zidane     | Fabio Cannavaro   | Andrea Pirlo          |
| Africa de Sud 2010         | Diego Forlán        | Wesley Sneijder   | David Villa           |
| Brazilia 2014              | Lionel Messi        | Thomas Müller     | Arjen Robben          |
| Rusia 2018                 | Luka Modrić         | Eden Hazard       | Antoine Griezmann     |
| Qatar 2022                 | Lionel Messi        | Kylian Mbappé     | Luka Modrić           |

## Gheata de Aur
Premiul Gheata de Aur este decernat celui mai bun marcator de la Campionatul Mondial de Fotbal.
El a fost introdus la Campionatul Mondial de Fotbal 1930.
Dacă în topul marcatorilor se află doi sau mai mulți jucători cu același număr de goluri marcate, departajarea dintre ei se face după numărul de pase de gol oferite. Dacă și după asta este egalitate între mai mulți jucători, următorul criteriu de departajare este durata de timp jucată, câștigător fiind cel ce a jucat mai puține minute.
| Ediția                 | Gheata de Aur                                                                | Goluri | Gheata de Argint                                         | Goluri | Gheata de Bronz | Goluri |
| ---------------------- | ---------------------------------------------------------------------------- | ------ | -------------------------------------------------------- | ------ | --- | ------ |
| Uruguay 1930           | Guillermo Stábile                                                            | 8      | Pedro Cea                                                | 5      | Bert Patenaude | 4      |
| Italia 1934            | Oldřich Nejedlý                                                              | 5(1)   | Edmund Conen Angelo Schiavio                             | 4      | Leopold Kielholz Raimundo Orsi                                                                                              | 3      |
| Franța 1938            | Leônidas da Silva                                                            | 7(2)   | György Sárosi Gyula Zsengellér Silvio Piola              | 5      | Ernst Wilimowski Gino Colaussi                                                                                              | 4      |
| Brazilia 1950          | Ademir                                                                       | 8(3)   | Óscar Míguez                                             | 5      | Alcides Ghiggia Chico Estanislao Basora Telmo Zarra                                                                         | 4      |
| Elveția 1954           | Sándor Kocsis                                                                | 11     | Josef Hügi Max Morlock Erich Probst                      | 6      | Ferenc Puskás Helmut Rahn Robert Ballaman Nándor Hidegkuti Hans Schäfer Ottmar Walter Carlos Borges                         | 4      |
| Suedia 1958            | Just Fontaine                                                                | 13     | Pelé Helmut Rahn                                         | 6      | Vavá Peter McParland | 5      |
| Chile 1962             | Flórián Albert Valentin Ivanov Garrincha Vavá Dražan Jerković Leonel Sánchez | 4      | Amarildo Lajos Tichy Milan Galić Adolf Scherer           | 3      | Giacomo Bulgarelli Igor Chislenko José Sasía Viktor Ponedelnik Uwe Seeler Ron Flowers Jorge Toro Jaime Ramírez Eladio Rojas | 2      |
| England 1966           | Eusébio                                                                      | 9      | Helmut Haller                                            | 6      | Valeriy Porkuyan Geoff Hurst Ferenc Bene Franz Beckenbauer                                                                  | 4      |
| Mexic 1970             | Gerd Müller                                                                  | 10     | Jairzinho                                                | 7      | Teófilo Cubillas | 5      |
| Germania de Vest 1974  | Grzegorz Lato                                                                | 7      | Andrzej Szarmach Johan Neeskens                          | 5      | Ralf Edström Gerd Müller Johnny Rep                                                                                         | 4      |
| Argentina 1978         | Mario Kempes                                                                 | 6      | Teófilo Cubillas Rob Rensenbrink                         | 5      | Leopoldo Luque Hans Krankl                                                                                                  | 4      |
| Spania 1982 (4)        | Paolo Rossi                                                                  | 6      | Karl-Heinz Rummenigge                                    | 5      | Zico Zbigniew Boniek | 4      |
| Mexic 1986             | Gary Lineker                                                                 | 6      | Emilio Butragueño Careca Diego Maradona                  | 5      | Igor Belanov Preben Elkjær Larsen Alessandro Altobelli Jorge Valdano                                                        | 4      |
| Italia 1990            | Salvatore Schillaci                                                          | 6      | Tomáš Skuhravý                                           | 5      | Roger Milla Míchel Lothar Matthäus Gary Lineker                                                                             | 4      |
| Statele Unite 1994     | Oleg Salenko(5) Hristo Stoichkov                                             | 6      | Jürgen Klinsmann Kennet Andersson Roberto Baggio Romário | 5      | Gabriel Batistuta Florin Răducioiu Martin Dahlin                                                                            | 4      |
| Franța 1998            | Davor Šuker                                                                  | 6      | Gabriel Batistuta Christian Vieri                        | 5      | Luis Hernández Marcelo Salas Ronaldo                                                                                        | 4      |
| 2002 South Korea/Japan | Ronaldo                                                                      | 8(6)   | Miroslav Klose Rivaldo                                   | 5      | Jon Dahl Tomasson Christian Vieri                                                                                           | 4      |
| Germania 2006          | Miroslav Klose                                                               | 5      | Hernán Crespo                                            | 3      | Ronaldo | 3      |
| Africa de Sud 2010     | Thomas Müller                                                                | 5(7)   | David Villa                                              | 5(7)   | Wesley Sneijder | 5(7)   |
| Brazilia 2014          | James Rodríguez                                                              | 6      | Thomas Müller                                            | 5      | Neymar | 4(8)   |
| Rusia 2018             | Harry Kane                                                                   | 6      | Antoine Griezmann                                        | 4(9)   | Romelu Lukaku | 4(9)   |
| Qatar 2022             | Kylian Mbappé                                                                | 8      | Lionel Messi                                             | 7      | Olivier Giroud | 4(10)  |

1 FIFA inițial l-a creditat pe Nejedlý doar cu patru goluri, fapt ce l-ar fi făcut să împartă locul 2 cu Angelo Schiavio din Italia și Edmund Conen din Germania. Totuși, în noiembrie 2006 FIFA a corectat numărul de goluri pentru Nejedlý, astfel ele devenind golgheter.
2 FIFA inițial l-a creditat pe Leônidas cu opt goluri. However, în noiembrie 2006 FIFA a confirmat că în sfertul de finală cu Cehoslovacia, el a marcat o singură dată, și nu de două ori cum FIFA inițial înregistrase, asta însemnând că el a marcat doar 7 goluri în total.
3 A existat o controversă cu privire la numărul de goluri marcate de brazilianul Ademir în 1950, ca rezultat a datelor incomplete referitoare la meciul din Runda Finală Brazilia vs. Spania (6–1). Golul de 5–0 a fost creditat lui Jair, dar în prezent este atribuit lui Ademir
4 De când FIFA și adidas au devenit partneri acum 30 de ani, denumirea oficială a premiului este "adidas Golden Shoe" (Gheata de Aur adidas).
5 Salenko este unicul jucător care a câștigat premiul jucând pentru o echipă care a fost eliminată în faza grupelor. Cele 6 goluri înscrise de el sunt unicile sale goluri internaționale marcate vreodată.
6 Pe durata turneului, după meciul din faza grupelor contra lui Costa Rica, Ronaldo a protestat față de creditarea golului drept autogol, și FIFA i-a dat succes de cauză.
7 Müller, Villa, Sneijder și Forlán au înscris toți câte 5 goluri. Müller a câștigat premiul în virtutea faptului că a oferit mai multe pase decisive (3) decât ceilalți trei (câte 1 fiecare). Villa a câștigat Gheata de Argint datorită faptului că a jucat mai puține minute decât Sneijder, iar Sneijder a câștigat Gheata de Bronz deoarece a jucat mai puține minute decât Forlán.
8 Neymar, Lionel Messi și Robin van Persie au avut câte 4 goluri fiecare. Neymar a luat premiul, deoarece a jucat mai puține minute decât adversarii săi.
9 Griezmann, Lukaku, Denis Cerîșev, Cristiano Ronaldo ș Kylian Mbappé au fost toți la egalitate cu câte patru goluri. Diferența s-a făcut la pasele decisive, Griezmann câștigând Gheata de Argint pentru două pase, iar Lukaku a primit Gheata de Bronz pentru o pasă decisivă. Ceilalți nu au avut vreuna.
10 Giroud și Julián Álvarez au fost la egalitate cu câte patru goluri. Giroud a primit Gheata de Bronz deoarece a jucat mai puține minute decât Álvarez.

## Mănușa de Aur
Premiul Mănușa de Aur este acordat celui mai bun portar al turneului. Până în 2010, premiul se numea Premiul Iașin, în cinstea portarului sovietic Lev Iașin. Grupul de Studii Tehnice al FIFA determină cel mai bun portar al turneului bazându-se pe performanțele jucătorului în cadrul competiției. Deși portarii au acest premiur specific poziției lor, ei sunt eligibili și pentru Balonul de Aur, astfel în anul 2002, portarul german Oliver Kahn a câștigat ambele premii. Cu toate că Premiul Mănușa de Aur a fost decernat pentru prima oară în 1994, fiecare All-Star Team a Campionatului Mondial de până în 1998 includea un singur portar.
| Ediția                | Portarul inclus în All-Star Team |
| --------------------- | -------------------------------- |
| Uruguay 1930          | Enrique Ballesteros              |
| Italia 1934           | Ricardo Zamora                   |
| Franța 1938           | František Plánička               |
| Brazilia 1950         | Roque Máspoli                    |
| Elveția 1954          | Gyula Grosics                    |
| Suedia 1958           | Harry Gregg                      |
| Chile 1962            | Viliam Schrojf                   |
| England 1966          | Gordon Banks                     |
| Mexic 1970            | Ladislao Mazurkiewicz            |
| Germania de Vest 1974 | Sepp Maier                       |
| Argentina 1978        | Ubaldo Fillol                    |
| Spania 1982           | Dino Zoff                        |
| Mexic 1986            | Jean-Marie Pfaff                 |
| Italia 1990           | Sergio Goycochea                 |

Premiul Iașin s-a decernat începând cu 1994.
| Ediția                     | Câștigătorul Premiului Iașin |
| -------------------------- | ---------------------------- |
| Statele Unite 1994         | Michel Preud'homme           |
| Franța 1998                | Fabien Barthez               |
| Coreea de Sud/Japonia 2002 | Oliver Kahn                  |
| Germania 2006              | Gianluigi Buffon             |

Premiul a fost redenumit în Mănușa de Aur în 2010.
| Ediția             | Câștigătorul Mănușei de Aur |
| ------------------ | --------------------------- |
| Africa de Sud 2010 | Iker Casillas               |
| Brazilia 2014      | Manuel Neuer                |
| Rusia 2018         | Thibaut Courtois            |
| Qatar 2022         | Emiliano Martínez           |

## Premiul FIFA Fair Play
Premiul FIFA Fair Play este acordat echipei care a demonstrat cele mai aptitudini  fair play pe durata Campionatului Mondial de Fotbal. Doar echipele ce s-au calificat în faza a doua sunt luate în considerație. Câștigătorii din această categorie primesc Trofeul FIFA Fair Play, o diplomă, câte o medalie de fair play pentru fiecare jucător și oficial al echipei, și echivalentul a 50.000$ în echipamente de fotbal pentru dezvoltarea tinerilor.
Inițial premiul era un certificat, dar din 1982–1994 el a fost suplimentat cu un trofeu de aur în forma personajului Sport Billy, care în 1982 devenise sigla FIFA Fair Play. În prezent trofeul e format dintr-o figurină de aur a unui fotbalist. Peru este prima națiune ce a câștigat trofeul, după ce nu a primit nici un cartonaș galben sau roșu la Campionatul Mondial de Fotbal 1970 din Mexic.

Trofeul FIFA Fair Play acordat selcționatei Peru

| Ediția                     | Premiul FIFA Fair Play |
| -------------------------- | ---------------------- |
| Mexic 1970                 | Peru                   |
| Argentina 1978             | Argentina              |
| Spania 1982                | Brazilia               |
| Mexic 1986                 | Brazilia               |
| Italia 1990                | Anglia                 |
| Statele Unite 1994         | Brazilia               |
| Franța 1998                | Anglia · Franța        |
| Coreea de Sud/Japonia 2002 | Belgia                 |
| Germania 2006              | Brazilia · Spania      |
| Africa de Sud 2010         | Spania                 |
| Brazilia 2014              | Columbia               |
| Rusia 2018                 | Spania                 |
| Qatar 2022                 | Anglia                 |

## Cea mai spectaculoasă echipă
Premiul FIFA pentru Cea mai spectaculoasă echipă a fost un premiu subiectiv, acordat echipei care a fascinat publicul cel mai mult. Echipa câștigătoare era desemnată prin participarea deschisă a publicului la un sondaj. Ultima decernare a avut loc în 2006.
| Ediția                     | Cea mai spectaculoasă echipă |
| -------------------------- | ---------------------------- |
| Statele Unite 1994         | Brazilia                     |
| Franța 1998                | Franța                       |
| Coreea de Sud/Japonia 2002 | Coreea de Sud                |
| Germania 2006              | Portugalia                   |

## All-Star Team
All-Star Team,, reprezintă echipa formală a celor mai buni jucători Campionatul Mondial de Fotbal, de pe toate pozițile de la, aleși până în 2006 de grupul de studii tehnice al FIFA, iar în 2010 printr-un sondaj online pe site-ul FIFA.com. Numărul de jucători a fost extins de la 11 la 16 în 1998, iar apoi la 23 în 2006, ca ulterior să se revină la 11 în 2010, asistate de un precedent, alegerea celui mai bun antrenor, care a devenit Vicente del Bosque, selecționerul Spaniei.
| Ediția                     | Portari                               | Fundași                                                                                                 | Mijlocași                                                                                                | Atacanți                                                                       | Antrenori          |
| -------------------------- | ------------------------------------- | --- | --- | ------------------------------------------------------------------------------ | ------------------ |
| Uruguay 1930               | Enrique Ballesteros                   | José Nasazzi Milutin Ivković                                                                            | Luis Monti Álvaro Gestido José Andrade                                                                   | Pedro Cea Héctor Castro Héctor Scarone Guillermo Stábile Bert Patenaude        | N/A                |
| Italia 1934                | Ricardo Zamora                        | Jacinto Quincoces Eraldo Monzeglio                                                                      | Luis Monti Attilio Ferraris Leonardo Cilaurren                                                           | Giuseppe Meazza Raimundo Orsi Enrique Guaita Matthias Sindelar Oldřich Nejedlý | N/A                |
| Franța 1938                | František Plánička                    | Pietro Rava Alfredo Foni Domingos da Guia                                                               | Michele Andreolo Ugo Locatelli                                                                           | Silvio Piola Gino Colaussi György Sárosi Gyula Zsengellér Leônidas             | N/A                |
| Brazilia 1950              | Roque Máspoli                         | Erik Nilsson José Parra Víctor Rodríguez Andrade                                                        | Obdulio Varela Bauer Alcides Ghiggia Jair                                                                | Zizinho Ademir Juan Alberto Schiaffino                                         | N/A                |
| Elveția 1954               | Gyula Grosics                         | Ernst Ocwirk Djalma Santos José Santamaría                                                              | Fritz Walter József Bozsik Nándor Hidegkuti Zoltan Czibor                                                | Helmut Rahn Ferenc Puskás Sándor Kocsis                                        | N/A                |
| Suedia 1958                | Harry Gregg                           | Djalma Santos Bellini Nílton Santos                                                                     | Danny Blanchflower Didi Gunnar Gren Raymond Kopa                                                         | Pelé Garrincha Just Fontaine                                                   | N/A                |
| Chile 1962                 | Viliam Schrojf                        | Djalma Santos Cesare Maldini Valeriy Voronin Karl-Heinz Schnellinger                                    | Zagallo Zito Josef Masopust                                                                              | Vavá Garrincha Leonel Sánchez                                                  | N/A                |
| England 1966               | Gordon Banks                          | George Cohen Bobby Moore Vicente Silvio Marzolini                                                       | Franz Beckenbauer Mário Coluna Bobby Charlton                                                            | Florian Albert Uwe Seeler Eusébio                                              | N/A                |
| Mexic 1970                 | Ladislao Mazurkiewicz                 | Carlos Alberto Atilio Ancheta Franz Beckenbauer Giacinto Facchetti                                      | Gérson Roberto Rivellino Bobby Charlton                                                                  | Pelé Gerd Müller Jairzinho                                                     | N/A                |
| Germania de Vest 1974      | Sepp Maier                            | Berti Vogts Ruud Krol Franz Beckenbauer Paul Breitner Elías Figueroa                                    | Wolfgang Overath Kazimierz Deyna Johan Neeskens                                                          | Rob Rensenbrink Johan Cruyff Grzegorz Lato                                     | N/A                |
| Argentina 1978             | Ubaldo Fillol                         | Berti Vogts Ruud Krol Daniel Passarella Alberto Tarantini                                               | Dirceu Teófilo Cubillas Rob Rensenbrink                                                                  | Roberto Bettega Paolo Rossi Mario Kempes                                       | N/A                |
| Spania 1982                | Dino Zoff                             | Luizinho Júnior Claudio Gentile Fulvio Collovati                                                        | Zbigniew Boniek Falcão Michel Platini Zico                                                               | Paolo Rossi Karl-Heinz Rummenigge                                              | N/A                |
| Mexic 1986                 | Jean-Marie Pfaff                      | Josimar Manuel Amoros Júlio César                                                                       | Jan Ceulemans Jean Tigana Michel Platini Diego Maradona                                                  | Preben Elkjær Larsen Emilio Butragueño Gary Lineker                            | N/A                |
| Italia 1990                | Sergio Goycochea Luis Gabelo Conejo   | Andreas Brehme Paolo Maldini Franco Baresi                                                              | Diego Maradona Lothar Matthäus Dragan Stojkovic Paul Gascoigne                                           | Salvatore Schillaci Roger Milla Jürgen Klinsmann                               | N/A                |
| Statele Unite 1994         | Michel Preud'homme                    | Jorginho Márcio Santos Paolo Maldini                                                                    | Dunga Krasimir Balakov Gheorghe Hagi Tomas Brolin                                                        | Romário Hristo Stoichkov Roberto Baggio                                        | N/A                |
| Franța 1998                | Fabien Barthez José Luis Chilavert    | Roberto Carlos Marcel Desailly Lilian Thuram Frank de Boer Carlos Gamarra                               | Dunga Rivaldo Michael Laudrup Zinedine Zidane Edgar Davids                                               | Ronaldo Davor Šuker Brian Laudrup Dennis Bergkamp                              | N/A                |
| Coreea de Sud/Japonia 2002 | Oliver Kahn Rüștü Reçber              | Roberto Carlos Sol Campbell Fernando Hierro Hong Myung-Bo Alpay Özalan                                  | Rivaldo Ronaldinho Michael Ballack Claudio Reyna Yoo Sang-Chul                                           | Ronaldo Miroslav Klose El Hadji Diouf Hasan Șaș                                | N/A                |
| Germania 2006              | Gianluigi Buffon Jens Lehmann Ricardo | Roberto Ayala John Terry Lilian Thuram Philipp Lahm Fabio Cannavaro Gianluca Zambrotta Ricardo Carvalho | Zé Roberto Patrick Vieira Zinedine Zidane Michael Ballack Andrea Pirlo Gennaro Gattuso Luís Figo Maniche | Hernán Crespo Thierry Henry Miroslav Klose Luca Toni Francesco Totti           | N/A                |
| Africa de Sud 2010         | Iker Casillas                         | Philipp Lahm Sergio Ramos Carles Puyol Maicon                                                           | Andrés Iniesta Bastian Schweinsteiger Wesley Sneijder Xavi                                               | David Villa Diego Forlán                                                       | Vicente del Bosque |
| Brazilia 2014              | Manuel Neuer                          | Marcos Rojo Mats Hummels David Luiz Philipp Lahm                                                        | Bastian Schweinsteiger Toni Kroos James Rodríguez                                                        | Arjen Robben Lionel Messi Thomas Müller                                        | Joachim Löw        |
| Rusia 2018                 | Thibaut Courtois                      | Marcelo Raphaël Varane Diego Godín Thiago Silva                                                         | Philippe Coutinho Luka Modrić Kevin De Bruyne                                                            | Cristiano Ronaldo Harry Kane Kylian Mbappé                                     | —                  |

Doar doi jucători au fost incluși de câte trei ori în All-Star team: Franz Beckenbauer de la Germania de Vest, a fost inclus în 1966, 1970, și 1974, și Djalma Santos în 1954, 1958 și 1962. Alți 21 de jucători au fost incluși de câte 2 ori în All-Star team: Luis Monti (1930 și 1934; totuși, în 1930, el a reprezentat Argentina, iar în 1934 - Italia); Garrincha (1958 și 1962); Pelé (1958 și 1970); Bobby Charlton (1966 și 1970); Ruud Krol și Rob Rensenbrink (1974 și 1978); Berti Vogts (1974 și 1978); Paolo Rossi (1978 și 1982); Michel Platini (1982 și 1986); Diego Maradona (1986 și 1990); Paolo Maldini (1990 și 1994); Dunga (1994 și 1998); Roberto Carlos, Rivaldo și Ronaldo (1998 și 2002); Lilian Thuram și Zinedine Zidane (1998 și 2006); Michael Ballack și Miroslav Klose (2002 și 2006); și Philipp Lahm (2006 și 2010).
Pelé este unicul jucător inclus în All-Star team peste 12 ani (1958 și 1970).
Uruguay în 1930 și 1950, Italia și Germania în 2006 și Spania în 2010 sunt unicele echipe care au avut jucători pe toate pozițiile din All-Star Team.
Uruguay în 1930 și Italia în 2006 au avut cei mai mulți jucători incluși în All-Star Team, câte 7 fiecare. Totuși, în 1930 erau selectați doar 11 jucători, în timp ce în 2006 s-au ales 23.
De-a lungul timpului 36 de jucători brazilieni diferiți au fost incluși în All-Star Team, Brazilia de asemenea fiind țara cu cele mai multen ominalizări, 44 la număr.
Doar doi asiatici au fost incluși în All-Star Team, Hong Myung-Bo și Yoo Sang-Chul din Coreea de Sud, ambii în 2002.
Doar un jucător de la echipa învingătoare din 1986 (Argentina) — Diego Maradona, a fost inclus în All-Star Team-ul acelui an.
Un caz unic, frații Brian Laudrup și Michael Laudrup din Danemarca, ambii au fost incluși în All Star Team la Campionatul Mondial de Fotbal 1998.